# Semidalis candida
Semidalis candida är en insektsart som beskrevs av Navás 1916. Semidalis candida ingår i släktet Semidalis och familjen vaxsländor. Inga underarter finns listade i Catalogue of Life.